# Villanueva del Campo (kommun)
Villanueva del Campo är en kommun i Spanien.   Den ligger i provinsen Provincia de Zamora och regionen Kastilien och Leon, i den nordvästra delen av landet, 220 km nordväst om huvudstaden Madrid. Antalet invånare är 954.